# Final Fight 2
 (octobre 2018).
Si vous disposez d'ouvrages ou d'articles de référence ou si vous connaissez des sites web de qualité traitant du thème abordé ici, merci de compléter l'article en donnant les références utiles à sa vérifiabilité et en les liant à la section « Notes et références ».
Final Fight 2 est jeu vidéo de beat them all sorti sur Super Nintendo en 1993. Il fait partie de la série des Final Fight. Il a été réédité sur la console virtuelle de la Wii en 2009.
Dans ce jeu, le joueur a la possibilité de jouer avec l'un des trois personnages : Haggar, Maki ou Carlos. Le but du jeu est d'éliminer à nouveau le clan Mad Gear (déjà présent dans le premier opus) et cela dans différents pays.

## Synopsis
La petite amie de Guy, Rena et son père sont enlevés par Mad Gear, l'ancien gang de Final Fight 1 mais le leader est Retu.
Maki décide de contacter Mike Haggar pour lui demander son aide pour sauver son père et sa sœur Rena.
Le joueur pourra incarner trois personnages: Maki, sœur de Rena et pratiquante du Bushinryu comme Guy, Haggar ex-catcheur et maire de Metro City et Carlos, ami de Haggar venu passer quelques jours auprès d'Haggar, c'est également un grand sabreur.
Ces trois personnages devront faire face à plusieurs boss une nouvelle fois:
WON WON
Freddie
Bratken
Philippe
Rolento (boss de Final Fight 1 qui revient sur Final Fight 2)
Retu
Dans ce jeu, Cody est parti en vacances avec Jessica la fille d'Haggar.
Guy ne sera pas présent puisqu'il sera en plein entraînement avec son maître Zeku, le 38ème maître du Bushinryu pour se préparer au Street Fighter Alpha 2.